# Driesch (Bergisch Gladbach)

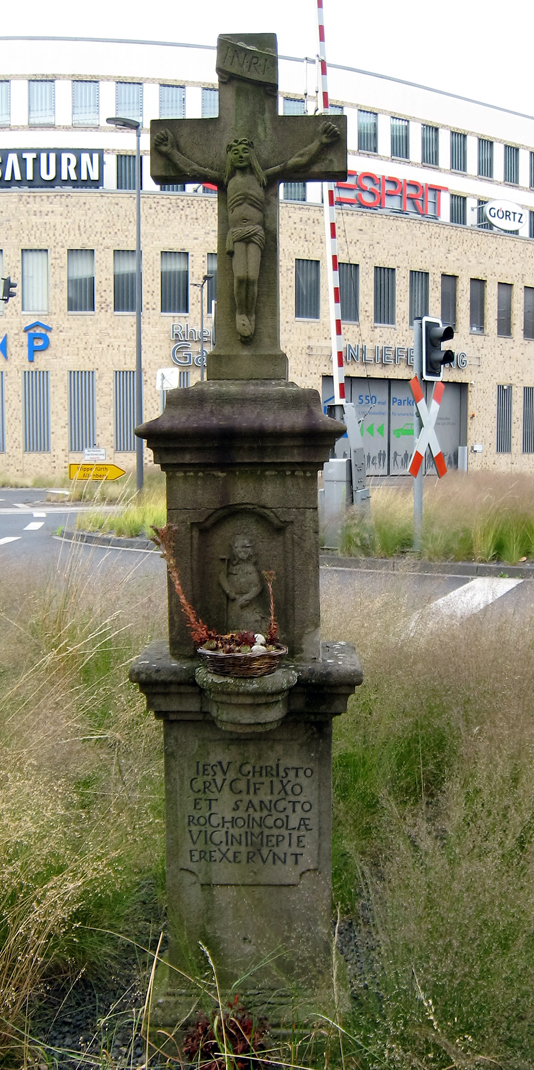
Das Driescher Kreuz steht am Kreisel.

Driesch ist ein Ortsteil im Stadtteil Stadtmitte von Bergisch Gladbach. Man nannte ihn auch am Driesch oder Dreesch. Driesch oder Driesche bedeutet brach, unbeackert liegendes Land.S. 23 Heute steht hier immer noch das Driescher Kreuz. In der Mundart sagte man et Dreesche Krücks dazu. Es stammt von 1799 und wurde unter Nr. 63 in die Liste der Baudenkmäler in Bergisch Gladbach eingetragen. Das Kreuz hält die Schrecken an die Ruhr wach, die im gleichen Jahr in Gronau, wozu Driesch früher gehörte, ausgebrochen war.S. 96

## Geschichte
Für die Siedlung Driesch gibt es folgende Ersterwähnungen: 1582 unter ahm Driesch, 1595 unter auf dem Driesch, 1648, 1666, 1700 und 1731 unter aufm Driesch sowie 1758 unter zum Dresch.S. 23
Für das Jahr 1759 wird berichtet, dass die Wittib Müller und Erben das Driescher Gut besaßen und den so genannten Gladbacher Fronhofszehnten zu entrichten hatten. Es lag an der Köllenstraß (der heutigen Hauptstraße) und verfügte über zusammen 10 Morgen Land.S. 183 Weitere zum Ortsteil Driesch gehörende Güter waren das benachbarte Ecks Gut mit 4 Morgen Land und das Eckertsgut des Gerarden Eckert mit ebenfalls 4 Morgen Land.S. 184
Aus Carl Friedrich von Wiebekings Charte des Herzogthums Berg 1789 geht hervor, dass Driesch zu dieser Zeit Teil der Honschaft Gronau war. Unter der französischen Verwaltung zwischen 1806 und 1813 wurde das Amt Porz aufgelöst und Driesch wurde politisch der Mairie Gladbach im Kanton Bensberg zugeordnet. 1816 wandelten die Preußen die Mairie zur Bürgermeisterei Gladbach im Kreis Mülheim am Rhein. Mit der Rheinischen Städteordnung wurde Gladbach 1856 Stadt, die dann 1863 den Zusatz Bergisch bekam.
Der Ort ist auf der Topographischen Aufnahme der Rheinlande von 1824 und auf der Preußischen Uraufnahme von 1840 ohne Namen verzeichnet.
| Jahr | Einwohner | Wohn- gebäude | Kategorie |
| ---- | --------- | ------------- | --------- |
| 1822 | 3         |               | Hof       |
| 1830 | 8         |               | Hofstelle |
| 1845 | 36        | 3             | Hofstelle |
| 1871 | 39        | 5             | Hofstelle |
| 1885 | 23        | 3             | Wohnplatz |

Die alten Fachwerkhäuser stehen nicht mehr. Das Wort Driesch existiert heute weder als Orts- noch als Straßenname. Wo einmal der Ortsteil war, ist heute der Kreisel. Die restlichen Häuser liegen an der heutigen westlichen Hauptstraße.

## Driescher Kreisel
Der so genannte Driescher Kreisel wurde bis 2007 geplant und 2008 in Betrieb genommen. Der erste Güterzug fuhr im Dezember 2008 mit seiner Fracht über den Kreisel auf das Werksgelände der Zanders Papierfabrik.